# حشره پاپرچمی
حشره پاپرچمی (نام علمی: Anisoscelis affinis) نام یک گونه از سرده پاپرچمی‌ها است.